# Bisetocreagris indochinensis
Bisetocreagris indochinensis är en spindeldjursart som först beskrevs av Vladimir V. Redikorzev 1938.  Bisetocreagris indochinensis ingår i släktet Bisetocreagris och familjen helplåtklokrypare. Inga underarter finns listade.